# 有頂天 (B'zの曲)
「有頂天」（うちょうてん）は、日本の音楽ユニット・B'zの楽曲。2015年1月14日にVERMILLION RECORDSより51作目のシングルとして発売された。

## 概要
19thアルバム『EPIC DAY』からの先行シングル。
前作『GO FOR IT, BABY -キオクの山脈-』から約3年ぶりのシングル。前作の発売以降も定期的に新曲を発表していたものの、2013年はベスト・アルバムのリリースのみにとどまり、2014年は2人それぞれがソロ活動がほとんどだったため、シングルリリースのインターバルとしてはB'z史上最長となる。公式サイトのメッセージでも「久しぶりのシングル」「大分と時間が経ってしまいました」といった言葉が添えられている。また、40thシングル『衝動』以来1月に発売された。
発売前の2014年12月26日放送の『ミュージックステーション スーパーライブ2014』でテレビ初披露となり、その後近年控えていたテレビ出演を積極的に行った。
初回限定盤と通常盤の2種リリースで、初回限定盤には、2013年11月30日にEX THEATER ROPPONGIのこけら落し公演として開催された『B'z Special LIVE』で演奏された楽曲から、9曲のライブ映像を収録している。
ドラマタイアップの付いたシングルは、『イチブトゼンブ/DIVE』(2009年)以来、約5年ぶりとなる。
先着購入特典として、CDショップで購入した場合はオリジナルB2サイズポスターが貰え、オンラインショップで購入した場合はオリジナルアナザージャケットが貰えた。

## チャート成績
1月26日付オリコン週間シングルランキングで初登場首位を獲得し、5thシングル「太陽のKomachi Angel」（1990年6月発売）から47作連続首位獲得となった。その47作で記録した通算首位獲得週数は64週となり、これまでピンク・レディーが持っていた「アーティスト別シングル首位獲得週数記録」の63週を1979年1/22付（『カメレオン・アーミー』で記録）以来、36年ぶりに塗り替え、歴代単独1位に立った。
また、本作はオリコンチャート史上通算1400作目の1位獲得作品となった。

## 収録曲
| 全作詞: 稲葉浩志、全作曲: 松本孝弘。 |                    |           |            |                                        |      |
| #                                    | タイトル           | 作詞      | 作曲・編曲 | 編曲                                   | 時間 |
| 1.                                   | 「有頂天」         | 稲葉浩志  | 松本孝弘   | 松本孝弘・稲葉浩志・寺地秀行・大賀好修 | 4:03 |
| 2.                                   | 「Endless Summer」 | 稲葉浩志  | 松本孝弘   | 松本孝弘・稲葉浩志・寺地秀行           | 4:38 |
| 合計時間:                            | 合計時間:          | 合計時間: | 8:41       |                                        |      |

| #  | タイトル               | 作詞 | 作曲・編曲 |
| -- | ---------------------- | ---- | ---------- |
| 1. | 「黒い青春」           |      |            |
| 2. | 「野性のENERGY」       |      |            |
| 3. | 「今夜月の見える丘に」 |      |            |
| 4. | 「ONE ON ONE」         |      |            |
| 5. | 「闇の雨」             |      |            |
| 6. | 「SKIN」               |      |            |
| 7. | 「イチブトゼンブ」     |      |            |
| 8. | 「ながい愛」           |      |            |
| 9. | 「BANZAI」             |      |            |

## 楽曲解説

### CD
1. 有頂天
  - 日本テレビ系土曜ドラマ『学校のカイダン』主題歌。
  - この楽曲が主題歌として使われることについて、メンバーは「自信と不安。喜びと切なさ。その相反する両方の心境を抱えながら、自分を奮い立たせ、前へ進もうとする様を描いた歌です。言葉の力でまわりの世界を変えていくという、これまでにない斬新な切り口の学園ドラマの主題歌として、この『有頂天』を聞いて頂けることを楽しみにしています」とコメントを寄せている[11]。
  - 当初はシングルにする雰囲気はなかったが、試行錯誤を重ねた結果、最終的にはシングルにすべくアレンジを変更した経緯がある[12]。
  - 47thシングル『MY LONELY TOWN』以降のシングル曲で、MVが初回盤のDVDに収録されなかったのはこの楽曲が初となる。
  - 『B'z LIVE-GYM 2015 -EPIC NIGHT-』のホール・アリーナ公演では1曲目に、スタジアム公演ではライブ後半に演奏された。
2. Endless Summer
  - 2013年のライブツアー『B'z LIVE-GYM Pleasure 2013 -ENDLESS SUMMER-』のために書き下ろされた楽曲で、同ライブでのドーム・スタジアム公演で初披露された[13]。
  - 今作で初の音源化となり、冬のリリースとなった。

### DVD (初回限定盤のみ)
2013年11月30日にEX THEATER ROPPONGIのこけら落としとして開催された『B'z Special LIVE』より、9曲のライブ映像を収録。主に『B'z LIVE-GYM 2012 -Into Free- EXTRA』、『B'z LIVE-GYM Pleasure 2013 -ENDLESS SUMMER-』で映像化されてない楽曲が収録されている。
またLOUDNESSの「Crazy Night」のカバーや、音源発売に先駆けライブ初演奏となった「君を気にしない日など」も未収録となっている。
1. 黒い青春
  - 「B'z LIVE-GYM 2008 "ACTION"」以来5年ぶりの演奏。本ライブのオープニングナンバー。サポートメンバーのジャムセッションからスタートし、松本のカウントから曲が始まる。
2. 野性のENERGY
  - 「B'z LIVE-GYM 2003 -BIG MACHINE-」以来10年ぶりの演奏。
3. 今夜月の見える丘に
4. ONE ON ONE
  - 「B'z LIVE-GYM 2008 "ACTION"」以来5年ぶりの演奏。
5. 闇の雨
  - 「B'z LIVE-GYM '94 "The 9th Blues" <PART1>」以来約20年ぶりの演奏で、映像化は今作が初である。
6. SKIN
  - 「B'z LIVE-GYM'99 "Brotherhood"」以来14年ぶりの演奏。
7. イチブトゼンブ
8. ながい愛
  - 「B'z SHOWCASE 2007 -B'z In Your Town-」以来6年ぶりの演奏。ギターソロの前に稲葉のブルースパープと松本のギターによるセッションパートが新たに追加されている。
9. BANZAI

## タイアップ
- 日本テレビ系土曜ドラマ『学校のカイダン』主題歌(#1)

## 参加ミュージシャン
- 松本孝弘：ギター、全曲作曲・編曲
- 稲葉浩志：ボーカル、全曲作詞・編曲
- 寺地秀行：全曲編曲
- 大賀好修：編曲（#1）
- シェーン・ガラース：ドラム
- バリー・スパークス：ベース
- 増田隆宣：オルガン（#2）

## 特典DVD参加ミュージシャン
- 松本孝弘：ギター
- 稲葉浩志：ボーカル
- 増田隆宣：キーボード
- 大賀好修：ギター
- シェーン・ガラース：ドラム
- バリー・スパークス：ベース

## 収録アルバム
有頂天
- EPIC DAY

## ライブ映像作品
有頂天
- B'z LIVE-GYM 2015 -EPIC NIGHT-
- B'z COMPLETE SINGLE BOX（特典DVD）
- DINOSAUR(特典DVD・Blu-ray Disc)
- B'z LIVE-GYM 2019 -Whole Lotta NEW LOVE-
- B'z SHOWCASE 2020 -5 ERAS 8820- Day1〜5

Endless Summer
- B'z LIVE-GYM Pleasure 2013 ENDLESS SUMMER -XXV BEST-